# Sivacobus
Il sivacobo (gen. Sivacobus) è un mammifero artiodattilo estinto, appartenente ai bovidi. Visse tra il Pliocene superiore e il Pleistocene medio (circa 3 - 0,3 milioni di anni fa) e i suoi resti sono stati ritrovati in Asia.

## Descrizione
Questo animale doveva essere molto simile all'attuale cobo dall'ellisse (Kobus ellipsiprymnus), sia per aspetto che per dimensioni. Era caratterizzato da asse facciale e asse basicraniale pressoché paralleli; dalla parte centrale depressa delle ossa frontali si aprivano due fosse sopraorbitali enormi e molto vicine, un carattere altamente specializzato non riscontrabile in altri animali simili. I molari posteriori erano a corona alta (ipsodonti) e vi era una riduzione dei premolari. La volta cranica era allungata e l'occipitale ingrandito. Le bolle timpaniche erano grandi e sporgenti, inserite in un basioccipitale piuttosto lungo e dritto.

## Classificazione
Il genere Sivacobus venne descritto per la prima volta da Pilgrim nel 1939, sulla base di fossili ritrovati in India in terreni del Pliocene superiore. La specie tipo è Sivacobus palaeindicus. Pilgrim descrisse numerosi generi di antilopi asiatiche affini a Sivacobus (come Gangicobus, Hydaspicobus, Indoredunca, Sivadenota e Vishnucobus) ma revisioni successive hanno determinato che tutti questi generi possono essere considerati congenerici, e quasi tutti sarebbero identici anche livello di specie. Al genere Sivacobus sono state attribuite anche altre specie: S. patulicornis (a volte considerata appartenere a un altro genere, Vishnucobus), caratterizzata da bolle timpaniche particolarmente grandi, e S. sankaliai, la più recente, ritrovata in terreni del Pleistocene medio. 
Sivacobus fa parte dei reduncini, un gruppo di bovidi dalla corporatura snella e dalle dimensioni medio-grandi, attualmente rappresentato da numerose specie africane come i lichi e il cobo dall'ellisse. Gli antenati di Sivacobus potrebbero essere migrati dall'Africa verso l'Asia oltre 3 milioni di anni fa dove poi prosperarono per estinguersi solo nel corso del Pleistocene medio. 